# Chaetothiersia
Chaetothiersia är ett släkte av svampar. Chaetothiersia ingår i familjen Pyronemataceae, ordningen skålsvampar, klassen Pezizomycetes, divisionen sporsäcksvampar och riket svampar.